# 富士見站
富士見站（日语：／ Fujimi eki */?）是東日本旅客鐵道（JR東日本）中央本線的鐵路車站，位於日本長野縣諏訪郡富士見町富士見。

## 歷史
- 1904年（明治37年）12月21日：開業，為鐵道省的一個車站。
- 1949年（昭和24年）6月1日：成為日本國有鐵道的一個車站。
- 1980年（昭和55年）8月31日：停止辦理貨運業務。
- 1987年（昭和62年）4月1日：國鐵分割民營化，成為東日本旅客鐵道的一個車站。
- 2014年（平成26年）4月1日：本站被编入東京近郊區間，可以使用Suica。

## 車站結構
側式月台1面1線及島式月台1面2線的地面車站，本站此外設有綠窗口（6:00-19:00營業）及自動售票機，但尚未設置驗票閘門。

### 月台配置
| 月台 | 路線      | 方向 | 目的地         | 備註           |
| ---- | --------- | ---- | -------------- | -------------- |
| 1    | ■中央本線 | 下行 | 鹽尻、松本方向 |                |
| 2    | ■中央本線 | 下行 | 鹽尻、松本方向 | 待避、始發列車 |
| 2    | ■中央本線 | 上行 | 甲府、新宿方向 | 待避列車       |
| 3    | ■中央本線 | 上行 | 甲府、新宿方向 |                |

（來源：JR東日本:車站構內圖 （页面存档备份，存于））

## 使用情況
根據JR東日本，2019年度（令和元年度）1日平均上車人次為861人。
近年的推移如下表。
| 上車人次推移       | 上車人次推移     | 上車人次推移                    |
| 年度               | 1日平均 上車人次 | 來源                            |
| ------------------ | ---------------- | ------------------------------- |
| 2000年（平成12年） | 1,095            | [ 利用客数 2 ]                  |
| 2001年（平成13年） | 1,094            | [ 利用客数 3 ]                  |
| 2002年（平成14年） | 1,073            | [ 利用客数 4 ]                  |
| 2003年（平成15年） | 1,033            | [ 利用客数 5 ]                  |
| 2004年（平成16年） | 1,015            | [ 利用客数 6 ]                  |
| 2005年（平成17年） | 997              | [ 利用客数 7 ]                  |
| 2006年（平成18年） | 978              | [ 利用客数 8 ]                  |
| 2007年（平成19年） | 980              | [ 1 ] [ 利用客数 9 ]            |
| 2008年（平成20年） | 985              | [ 利用客数 10 ]                 |
| 2009年（平成21年） | 945              | [ 1 ] [ 利用客数 11 ]           |
| 2010年（平成22年） | 955              | [ 利用客数 12 ]                 |
| 2011年（平成23年） | 936              | [ 利用客数 13 ] [ 利用客数 14 ] |
| 2012年（平成24年） | 949              | [ 利用客数 15 ]                 |
| 2013年（平成25年） | 946              | [ 利用客数 16 ]                 |
| 2014年（平成26年） | 902              | [ 利用客数 17 ]                 |
| 2015年（平成27年） | 924              | [ 利用客数 18 ]                 |
| 2016年（平成28年） | 967              | [ 利用客数 19 ]                 |
| 2017年（平成29年） | 922              | [ 利用客数 20 ]                 |
| 2018年（平成30年） | 906              | [ 利用客数 21 ]                 |
| 2019年（令和元年） | 861              | [ 利用客数 1 ]                  |

## 车站周边
- 入笠山
- 富士見町役場
- 富士見町圖書館
- 長野縣富士見高等學校
- 富士見町立富士見中學
- 富士見町立富士見小學
- 富士見高原醫院
- 八十二銀行富士見支店
- 諏訪信用金庫富士見支店、富士見東支店
- 松本清富士見店
- 西友富士見店
- 愛電王富士見店
- 白州鹽澤溫泉
- 立場川橋樑
- 國道20號

## 相鄰車站
東日本旅客鐵道（JR東日本）
■中央本線
信濃境－富士見－鈴蘭之里

### 使用情況
1. 1 2  . 東日本旅客鉄道.   [2020-07-10]. （原始内容存档于2020-07-10）.
2. ↑  . 東日本旅客鉄道.   [2019-04-18]. （原始内容存档于2019-03-27）.
3. ↑  . 東日本旅客鉄道.   [2019-04-18]. （原始内容存档于2019-03-27）.
4. ↑  . 東日本旅客鉄道.   [2019-04-18]. （原始内容存档于2019-03-27）.
5. ↑  . 東日本旅客鉄道.   [2019-04-18]. （原始内容存档于2019-03-27）.
6. ↑  . 東日本旅客鉄道.   [2019-04-18]. （原始内容存档于2019-03-27）.
7. ↑  . 東日本旅客鉄道.   [2019-04-18]. （原始内容存档于2019-03-27）.
8. ↑  . 東日本旅客鉄道.   [2019-04-18]. （原始内容存档于2019-03-27）.
9. ↑  . 東日本旅客鉄道.   [2019-04-18]. （原始内容存档于2019-04-02）.
10. ↑  . 東日本旅客鉄道.   [2019-04-18]. （原始内容存档于2019-03-27）.
11. ↑  . 東日本旅客鉄道.   [2019-04-18]. （原始内容存档于2019-03-27）.
12. ↑  . 東日本旅客鉄道.   [2019-04-18]. （原始内容存档于2019-03-27）.
13. ↑   (PDF).   [2020年7月13日]. （原始内容存档 (PDF)于2017年1月9日）.
14. ↑  . 東日本旅客鉄道.   [2019-04-18]. （原始内容存档于2019-03-27）.
15. ↑  . 東日本旅客鉄道.   [2019-04-18]. （原始内容存档于2019-03-27）.
16. ↑  . 東日本旅客鉄道.   [2019-04-18]. （原始内容存档于2016-04-04）.
17. ↑  . 東日本旅客鉄道.   [2019-04-18]. （原始内容存档于2019-03-27）.
18. ↑  . 東日本旅客鉄道.   [2019-04-18]. （原始内容存档于2019-03-23）.
19. ↑  . 東日本旅客鉄道.   [2019-04-18]. （原始内容存档于2019-03-27）.
20. ↑  . 東日本旅客鉄道.   [2019-04-18]. （原始内容存档于2019-03-25）.
21. ↑  . 東日本旅客鉄道.   [2019-07-10]. （原始内容存档于2019-07-05）.

## 外部連結
- 車站資訊（富士見）：東日本旅客鐵道
- JR東日本長野支社 富士見站 （页面存档备份，存于）